# کوه هیبرن
کوه هیبرن (به انگلیسی: Mount Heyburn) یک کوه در ایالات متحده آمریکا است که در آیداهو واقع شده‌است. کوه هیبرن ۳٬۱۱۷٫۸۴ متر بالاتر از سطح دریا واقع شده‌است.